# Zelotes catholicus
Espèce
Zelotes catholicus est une espèce d'araignées aranéomorphes de la famille des Gnaphosidae.

## Distribution
Cette espèce est endémique de Basse-Californie du Sud au Mexique,.  Elle se rencontre sur l'île La Partida.

## Description
La femelle décrite par Platnick et Shadab en 1983 mesure 4,28 mm.

## Publication originale
- Chamberlin, 1924 : The spider fauna of the shores and islands of the Gulf of California. Proceedings of the California Academy of Sciences, sér. 4, vol. 12, p. 561-694 (texte intégral).